# Tetrasomie
Von einer Tetrasomie (griech. τετρα- vier und σώμα „Körper“, hier Chromosomenkörper als Träger der Erbinformationen) spricht man, wenn aufgrund einer unüblichen Reifeteilung von Eizelle oder Spermium ein Chromosom oder ein Teil eines Chromosoms vierfach (tetraom) statt zweifach (disom) in allen oder einigen Körperzellen vorliegt.
Es wird allgemein unterschieden zwischen einfacher Tetrasomie (nur ein Chromosom liegt vervierfacht vor) und mehrfacher Tetrasomie (mehrere Chromosomen liegen vervierfacht vor).
Im Wesentlichen sind ansonsten sinngemäß für die Tetrasomie die im Hauptartikel Trisomie dargestellten Details gültig. Bei einer Tetrasomie sind grundsätzlich ausgeprägtere phänotypische Auswirkungen als bei einer Trisomie zu erwarten.

## Tetrasomiesyndrome
Unter den beim Menschen vorkommenden strukturellen Chromosomenaberrationen finden sich die Tetrasomie 22p (Katzenaugen-Syndrom) und die Tetrasomie 12p (Pallister-Killian-Syndrom).